# Arampampa
Arampampa es una localidad y municipio de Bolivia, capital de la provincia del General Bilbao en el departamento de Potosí. El municipio cuenta con una población de 4.170 habitantes (según el Censo INE 2012).
Fue creado como sección municipal según Ley del 10 de noviembre de 1938, durante la presidencia Germán Busch Becerra.

## Toponimia
Arampampa viene del idioma quechua de las palabras "aran", que significa la parte de arriba o cumbre, y "pampa" que significa llano o planicie.

## Geografía
El municipio de Arampampa se ubica en la parte norte de la provincia del General Bilbao, en el extremo norte del departamento de Potosí. Limita al sureste con el municipio de Acasio, al sur con el municipio de San Pedro de Buena Vista de la provincia de Charcas, al suroeste con el municipio de Sacaca de la provincia de Alonso de Ibáñez, y al norte con los municipios de Arque, Villa Capinota, Tarata y Anzaldo del departamento de Cochabamba.
El relieve del municipio es accidentado, montañoso, con valles estrechos y profundos. Su clima es variado, según el tipo ecológico de subhúmedo a húmedo, por encontrarse en los valles del sector oriental de la cordillera de los Andes. La temperatura máxima es de 20 °C y la mínima es de -2 °C. Los principales ríos de Arampampa son el Kicha Kicha, el Santiago y el Urimarca, pertenecientes a la cuenta del Caine.

## Demografía
De acuerdo con el censo boliviano de 2024, la población del municipio de Arampampa es de 3 623 habitantes.
La población del municipio ha disminuido drásticamente entre 1992 y 2024, mientras que la población de la localidad ha aumentado aproximadamente a la mitad entre 1992 y 2012:
| Año  | Habitantes (municipio) | Habitantes (localidad) | Fuente |
| ---- | ---------------------- | ---------------------- | ------ |
| 1992 | 4.228                  | 449                    | Censo  |
| 2001 | 4.859                  | 552                    | Censo  |
| 2012 | 4.545                  | 659                    | Censo  |
| 2024 | 3.623                  |                        | Censo  |

## Transporte
Arampampa se encuentra ubicada en el extremo nororiental del departamento de Potosí, a 92 kilómetros por carretera al sur de la ciudad de Cochabamba, capital del vecino departamento de Cochabamba y a 662 kilómetros de la ciudad de Potosí.
Desde Arampampa, un enlace por carretera lleva quince kilómetros al profundo valle del río Caine, que fluye aquí en dirección sureste hacia las tierras bajas de Bolivia. En la desembocadura del río Chincari, el camino cruza el río Caine a una altitud de 2300 m, luego pasa por el pueblo de Izata a más de 3300 m s. n. m. y conduce a través de la ciudad de Tarata hasta Cochabamba.
En Cochabamba, la carretera de Tarata se encuentra con la carretera nacional Ruta 4, que recorre 210 kilómetros al oeste hasta Caracollo, donde se encuentra con la carretera Ruta 1 norte-sur. Desde aquí son otros 360 kilómetros al sur por la Ruta 1 hasta llegar a la ciudad de Potosí.